# Vitaliánusz pápa
Szent Vitaliánusz (latinul: Vitalianus), (600 – 672. január 27.) volt a 76. pápa a történelem folyamán 657. július 30-tól. 15 éves pontifikátusával a középkor egyik leghosszabb ideig uralkodó egyházfője volt. Ezalatt az idő alatt sok minden megváltozott a világban. Így Itália politikai térképe is átrendeződni látszott, de ennél sokkal fontosabb, hogy Vitaliánusz uralma alatt a monotheletista Konstantinápoly is más helyzetbe került. Ezen felül Szent Péter utódjának meggyűlt a baja a klérussal Ravennában, és az angol egyház ügyeivel is foglalkoznia kellett.

## Életrajza
A Liber Pontificalis írásai nyomán ismerhetünk pár életrajzi adatot Vitaliánusszal kapcsolatban. Ezek alapján a campaniai Segni városában született, apját Anastasiusnak hívták. Egyebet viszont nem jegyeztek fel életéről, papi pályájáról a krónikák. Így a legközelebbi időpont, amikor neve ismét felmerül a történelem lapjain I. Jenő pápa temetése, illetve 657. június 30-a, amikor a megválasztása után majdnem egy hónappal Római egyházmegye püspökének szentelték fel.
Az egyre labilisabb itáliai politikai viszonyok miatt Vitalianusz folytatta elődje politikáját, és közeledni próbált a császárhoz. Így trónra lépése után pár nappal követeket küldött II. Kónsztasz császár udvarába, hogy tájékoztassa őt felszenteléséről, és hogy felvesse a monothelétizmus körüli viták rendezését. Az új egyházfő nemcsak a világi élet vezetőjének küldött levelet, hanem Péter pátriárkának is, aki monothelétista tanokat követett. A békülékeny üzenetet Konstantinápolyban szívesen fogadták, és a császár levélben ismerte el a római egyház primátusát és privilégiumait. Hogy bizonyítsa igaz hitét, egy arany borítású, drágakövekkel kirakott evangeliáriumot küldött a pápának. Péter is válaszolt a levélre, bár sorai csak homályosan utaltak a monotheletizmusra. Azt viszont világosan kifejtette, hogy hivatalában elfogadja Vitalianus tanításait, és a katolikus hitet. Tehát a monothelétizmusról mindkét fél hallgatott, és így több év után helyreállhatott Róma és Konstantinápoly között a béke.
663-ban a feljavított kapcsolatok személyes megerősítése és a lombard hadjárat végett II. Kónsztasz császár 12 napra Rómába érkezett. Az egykori császári városban a klérus nagy tisztelettel fogadta Konstanst. A Vitaliánusz vezette küldöttség egészen a hatodik mérföldkőig ment ki a császár elé, és onnan együtt vonultak a Szent Péter-bazilikáig. Itt a császár átadta fényes ajándékait az egyháznak. Vasárnap hatalmas pompával érkezett meg a bazilikába, ahol átadta aranyozott palliumát a pápának, majd részt vett a Vitaliánuszt által celebrált szentmisén. A következő szombaton együtt ebédelt az egyházfővel, majd másnap búcsúzóul részt vett a szentmisén. A krónikák szerint a császár minden bronz alkotást elvitt a városból. Rómából Szicília szigetére utazott, ahol serege már jóideje sanyargatta a népet. Ezért 668-ban valaki orvul meggyilkolta Kónsztaszt.
Immár fordult a kocka, és nem a pápának volt szüksége a császári támogatásra, hanem Vitaliánusz segítette trónra IV. Kónsztantinosz császárt, Kónsztasz fiát egy trónbitorlóval szemben. Nem vitás, hogy a pápa igyekezett megragadni az alkalmat, és megpróbálta elérni, hogy Konstantin elítélje a monothelétizmust, és az ortodox hitet támogassa. Az új császár már nem erőltette atyja rendeletét a nyugati klérusra, és nem igazán foglalkozott az eretnek tanokkal sem, viszont Vitaliánusz nem járhatott teljes sikerrel. Mégis az egyházfő és az udvar kapcsolata jelentős fordulópontot vett.
Pontifikátusa alatt nagy figyelemmel volt a kialakuló északi nagyhatalom, Anglia felé. A brit szigeteken az angolszász és a brit klérus több ponton is ellentétben állt egymással. A streaneshalchi (a mai Witby) zsinaton Oswy Northumbria királya úgy döntött, hogy a húsvét ünnepét Róma időszámítása szerint kell tartani. Emellett a tonzúra alakjáról is állást foglalt. 664-ben Oswy és Egbert, Kent királya úgy döntöttek, hogy az általuk kiválasztott Wighardot elküldik Rómába, hogy az elhunyt canterburyi érsek utódjának maga a pápa szentelje fel őt. Azonban Wighard a szent városban pestisben meghalt. Vitaliánusz levélben megírta az angoloknak, hogy megfelelő és megbízható embert fog kinevezni az érseki székre. Először Hadrianus apátot szemelte ki a feladatra, azonban az apát visszautasította a pápa felkérését, mondván, hogy ő nem tartja magát alkalmasnak a feladatra. Így esett Vitaliánusz választása egy kiválóan képzett szerzetesre, Tarsusi Theodoriusra. Még Rómában felszentelték Canterbury érsekévé, és az I. Gergely által megfogalmazott jogokkal is felruházták. A pártatlan egyházi vezető nagyszerű megoldásnak mutatkozott a szigeteken.
A távolban elért sikerek mellett Vitaliánusznak éppen Itáliában kellett elszenvednie pontifikátusának legnagyobb kudarcát. Maurus, a ravennai egyházmegye érseke függetlenedni próbált az Apostoli Szentszéktől. Amikor a pápa felszólította, hogy orvosolja teológiai nézeteit és túlkapásait, Maurus megtagadta az engedelmességet, és Ravennát Rómától független egyházmegyének kiáltotta ki. Az egyházfő kiközösítette Maurust az egyházból, de ez sem használt, sőt a ravennai érsek vette a bátorságot, és kiátkozta Vitaliánuszt. Ekkor még II. Kónsztasz császár uralkodott, aki azonnal Maurus pártjára állt, és palliumot adott neki. Rendeletben fektette le, hogy Ravenna érseke a mindenkori bizánci császártól kapja meg a palliumot. A pápa tehetetlen volt az ügyben.
A keleti egyházak területén azonban sikerült érvényesítenie primátusát, amikor Pál metropolita egy zsinaton jogtalanul megfosztotta hivatalától Jánost, Kréta püspökét. A kiebrudalt János megpróbálta felvenni a kapcsolatot Rómával, de bebörtönözték. Valahogy mégis sikerült megszöknie a keletről, és egyenesen Rómába ment Vitaliánuszhoz. A pápa azonnal levelet írt Pálnak, hogy érvénytelenítse a zsinat döntéseit, és két diakónusát mentse fel hivatalából, mert azok felszentelésük után megnősültek. A császár elismerte a római primátust az ügyben, így a metropolitának vissza kellett ültetnie Jánost a püspöki székbe.
Vitaliánusz tevékeny pontifikátusa 672. január 27-én ért véget. Hamvait a Szent Péter-bazilikában temették el. Szentként tisztelik, ünnepét január 27-én tartják.

## Művei
- Documenta Catholica Omnia (latin nyelven). (Hozzáférés: 2011. december 6.)